# Tommaso Napoli
Pour les articles homonymes, voir Napoli.
Tommaso Maria Napoli est un moine dominicain et un architecte sicilien du début du XVIIIe siècle qui a publié un traité d'architecture sur la perspective.

## Biographie
Tommaso Napoli a visité deux fois Vienne, il a travaillé à Rome pour les Bourbons, à Dubrovnik et en Hongrie, où il fut l'architecte militaire du prince Eugène de Savoie, puis il est revenu en Sicile avec des gravures représentant des édifices baroques alors en vogue en Autriche. Il a importé en Sicile ce style dont le palais de Schönbrunn est un exemple, mais en l'adaptant en fonction du climat et des traditions de l'île. Ses œuvres sont devenues les premiers exemples du baroque sicilien.

## Œuvre
Il a dressé les plans pour deux villas à Bagheria, dans les environs de Palerme, ce qui lui donnent une place particulière car ils prouvent de grandes qualités d'architecte. Il s'agit de la Villa Valguarnera, construite entre 1713 et 1737, et de la Villa Palagonia, commencée en 1705 pour Ferdinando Francesco Gravina, prince de Palagonia.
Valguarnera, la plus simple mais la plus vaste des deux villas, pourvue d'une immense cour circulaire entourée de communs qui lui sont joints, rappelle beaucoup les villas de Palladio, antérieures de deux siècles. Dotée de trois niveaux, la façade principale dispose d'une partie concave en son centre, à laquelle est accolé un monumental escalier extérieur qui conduit à l'étage noble, le piano nobile. La ligne de toit, flanquée d'une balustrade, est ornée de statues. La partie la plus remarquable de la villa est cependant une grande terrasse entourée d'un parterre, également conçue par Napoli, qui surplombe la baie et Solonte et passe pour offrir la plus belle vue de Sicile.
La majeure partie des travaux a été commanditée par Pietro et Maria Anna Valguarnera, parallèlement au réaménagement du palais Valguarnera-Gangi, leur palais du centre de Palerme.
Palagonia, la plus complexe des deux villas, comporte des façades incurvées à deux niveaux. L'étage noble est souligné par de grandes fenêtres. La façade arrière dessine une grande courbe concave, flanquée de deux ailes droites. Ce qui caractérise la villa est son escalier extérieur, sur la façade arrière donnant sur le jardin. D'une conception beaucoup plus complexe que celle de l'escalier à double rampe dans la partie concave de Valguarnera, c'est un escalier double à volée droite, qui ne cesse de changer de direction en suivant les droites et les courbes du mur de la villa. Les murs du grand salon de la villa ont été décorés avec des marbres appareillés et ses plafonds sont ornés de fragments de miroirs, agrémentés de peintures maniéristes.

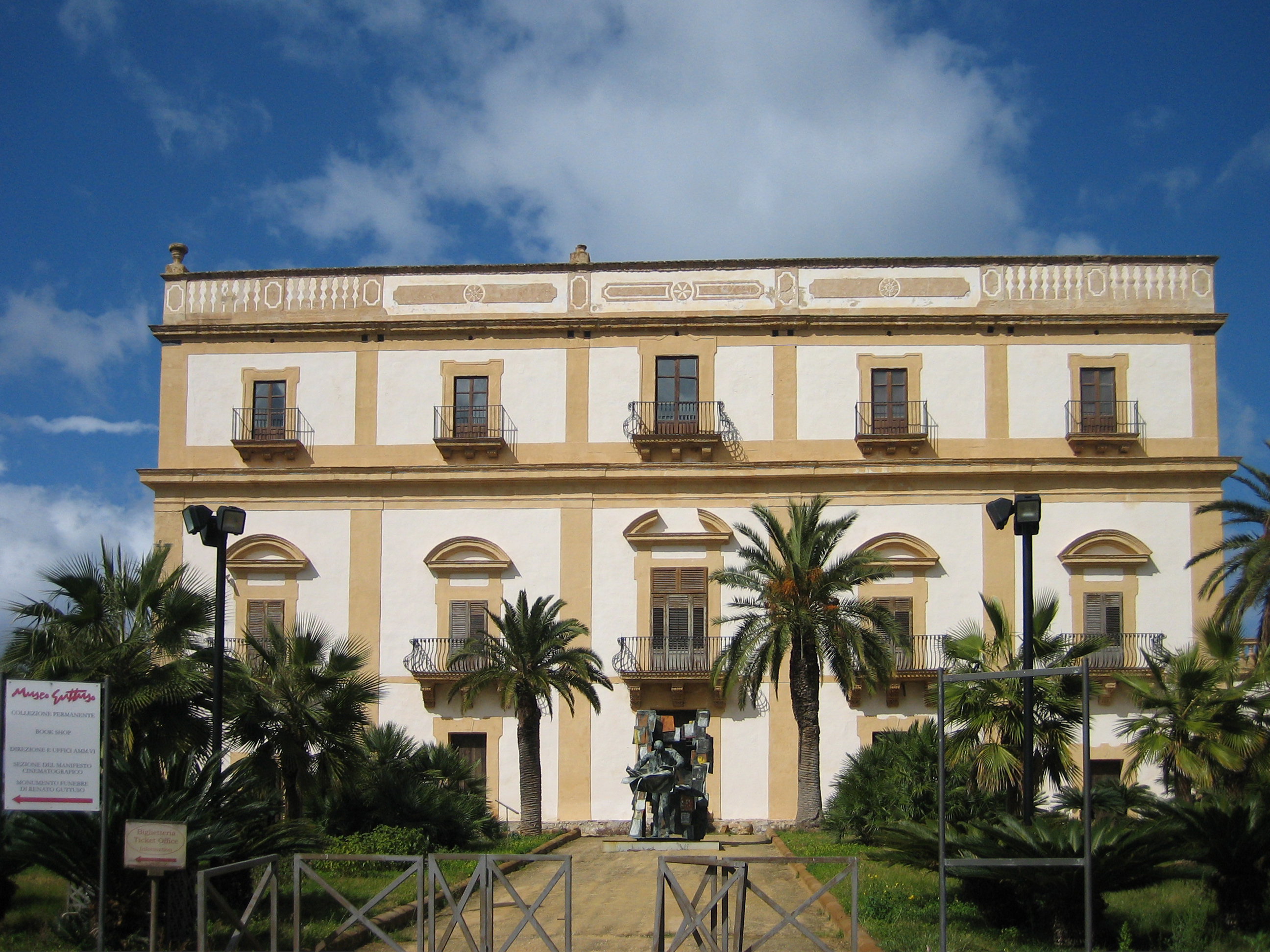
La Villa Cattolica à Bagheria

Les statues de monstres qui valent à la Villa Palagonia le surnom de « Villa dei Mostri » datent d'une époque ultérieure.
Deux autres villas de Bagheria sont susceptibles d'être attribuées à Napoli. Il s'agit de la Villa Cattolica (it) (aujourd'hui musée communal de Bagheria abritant de nombreuses œuvres de Renato Guttuso) et de la Villa Larderia. Toutes les deux ressemblent à Palagonia et à Valguarnera avec leurs façades incurvées. Toutefois, il leur manque l'ingéniosité des deux premières, et aucun document ne donne une preuve sur l'identité de leur architecte.